# (6083) Janeirabloom
(6083) Janeirabloom es un asteroide perteneciente al cinturón de asteroides, región del sistema solar que se encuentra entre las órbitas de Marte y Júpiter, descubierto el 25 de septiembre de 1984 por Brian A. Skiff desde la Estación Anderson Mesa (condado de Coconino, cerca de Flagstaff, Arizona, Estados Unidos).

## Designación y nombre
Designado provisionalmente como 1984 SQ2. Fue nombrado Janeirabloom en homenaje a la saxofonista soprano y compositora de jazz Jane Ira Bloom, conocida por su interpretación cromática, lírica y composiciones para orquesta, conjuntos inusuales y grupos de danza. Sus actuaciones con grupos de jazz tradicionales aparecen en varias grabaciones aclamadas por la crítica. Como primer músico en el NASA Art Program, escribió "Most Distant Galaxy" y "Einstein's Red/Blue Universe", este último por encargo de la American Composers' Orchestra.

## Características orbitales
Janeirabloom está situado a una distancia media del Sol de 2,240 ua, pudiendo alejarse hasta 2,639 ua y acercarse hasta 1,841 ua. Su excentricidad es 0,178 y la inclinación orbital 5,656 grados. Emplea 1224,75 días en completar una órbita alrededor del Sol.

## Características físicas
La magnitud absoluta de Janeirabloom es 14,4. Tiene 3,983 km de diámetro y su albedo se estima en 0,193. 